# Парламентські вибори в Італії 2013
Дострокові загальні парламентські вибори в Італії проходили 24 — 25 лютого 2013 року. На них обиралися 630 депутатів Палати депутатів і 315 виборних членів Сенату. Це були 17-ті загальні вибори до парламенту Італії. Вибори створили тупикову ситуацію у відносинах між лівоцентристським блоком, який отримав більшість у Палаті депутатів, і правоцентристською блоком, який отримав більшість у Сенаті.
У результаті виборів до парламенту Італії пройшло чотири коаліційних об'єднання. У Палаті депутатів більшість отримала лівоцентристська коаліція під керівництвом Демократичної партії П'єра Луїджі Берсані, що автоматично забезпечує їй абсолютну більшість (340 місць) у нижній палаті парламенту Італії. Однак, в Сенаті, де місця розподіляються за результатами регіональних виборів, незважаючи на невелику перевагу в кількості поданих за неї голосів, демократична коаліція поступилася в кількості отриманих мандатів правоцентристської коаліції під егідою партії колишнього прем'єр-міністра Сільвіо Берлусконі Народ свободи. Це призвело парламент в невизначений «підвішений» стан. Несподіванкою виявилися високі показники у протестного Руху п'яти зірок під керівництвом колишнього коміка Беппе Ґрілло, що отримав 25,5 % голосів. Четвертою коаліцією, що пройшла в парламент, став блок колишнього прем'єр-міністра Маріо Монті З Монті за Італію, що отримав 10,5 % голосів.